# M/S Stena Nordica
M/S Stena Nordica är en Ropax-färja som går i trafik för Stena Line mellan Karlskrona och Gdynia i Polen. Hon har tidigare även trafikerat Irländska sjön mellan Holyhead och Dublin.